# Mujin wakusei Survive
 (août 2022).
Mujin wakusei Survive (無人惑星サヴァイヴ, Survive ! La planète inhabitée) est un anime de 52 épisodes diffusés au Japon du 16 octobre 2003 au 28 octobre 2004 sur la chaîne télévisée NHK et réalisée par Yuichiro Yano. Ce dessin-animé n'a pas connue de diffusion en France.

## Résumé de l'histoire
Dans le futur, l'humanité vit dans des colonies spatiales. Luna, orpheline, entre à la prestigieuse école de Soria. Elle y rencontre Sharla qui devient sa meilleure amie, Howard qui est un garçon odieux et narquois, Menori qui est déléguée des élèves, Bell qui est pratiquement aux ordres de Howard sous prétexte que le père de celui-ci a sauvé la vie de son père, Kaoru qui est un garçon étrangement seul et silencieux mais très fort au basket aérien, Shingo qui est un as de l'informatique. Alors qu'ils partent pour un voyage scolaire, un incident les propulse sur une planète déserte. À partir de ce moment-là, ils doivent chercher de la nourriture et se construire une maison en ne comptant que sur eux-mêmes puisqu'il n'y a aucun adulte sur la planète.

## Personnages
Luna (Yukiko Iwai)
C'est une fille joyeuse et très gentille, elle a les cheveux roux et courts et de grands yeux bleus. Elle est vraiment outrée que Bell soit constamment aux ordres de Howard. Elle devient la chef du groupe après un vote unanime, sauf de la part de Menori qui est un peu jalouse. Elle a perdu ses parents à un âge très bas. Malgré tout ceci, elle affiche toujours un sourire et est toujours là pour aider ses amis lorsqu'ils se sentent mal.
Chako (Kiyoe Koiidzuka)
C'est un petit animal de compagnie qui a élevé Luna après la mort de son père. Au début, elle et Luna ne s'entendaient pas très bien, mais plus tard elles ont découvert qu'elles avaient plusieurs points en commun.
Sharla (Nahoko Kinoshita)
C'est une fille très timide mais gentille et attachante. Elle a des cheveux châtains qui lui descendent jusqu'aux épaules et elle porte des lunettes. Elle devient l'ami de Luna à l'arrivée de celle-ci à l'école.
Menori (Mabuki Andou)
C'est une fille qui aux premiers abords parait froide et autoritaire, mais elle cache un grand cœur. Elle a les cheveux noirs avec des reflets bleutés et des yeux de la même couleurs. Après la mort de sa mère, elle fut élevée uniquement par son père qui lui disait qu'il ne fallait jamais montrer ses faiblesses à autrui. C'est une très bonne joueuse de violon et elle s'attache à Adam grâce à cet instrument.
Howard (Akira Ishida)
C'est un garçon très odieux avec les plus faibles, il se pavane souvent avec ses amis et ses admirateurs. De plus, on remarque qu'il est très gâté par son père qui est un personnage très important sur leur planète. Il a les cheveux blonds presque blancs et les yeux vert olive. À leur arrivée sur l’île, il se montre très orgueilleux.
Bell (Akimitsu Takase)
Un garçon très timide qui obéit toujours aux ordres de Howard. Il semble particulièrement aimer Luna(sûrement pour sa gentillesse) et s'entend bien avec Sharla et Kaoru avec qui il fait souvent équipe. Il a les cheveux bruns et les yeux toujours fermés (on ne sait pas pourquoi mais son père avait les mêmes yeux) un peu comme Pierre dans la série Pokémon. Il est toujours prêt à voler au secours de ses amis.
Kaoru (Mitsuaki Madono)
Un garçon taciturne, solitaire et ténébreux dont Howard n'arrête pas de se moquer. Il semble très attiré par Luna qu'il sauve à plusieurs reprises. Il a les cheveux longs et bruns et les yeux marron. Bien qu'il ait l'air indifférent à la vie collective, il soucie des autres et c'est lui qui ramène toujours de la nourriture en cas de rupture de provisions. Il est très doué pour la pêche et a construit un piège pour poissons sur une rivière. Il a un traumatisme qui le hante et qu'il n'arrive pas à oublier: alors qu'il tenait la main de son meilleur ami Louis pour qu'il ne se fasse pas aspirer dans l'espace, celui-ci lui a demandé de la lâcher et de continuer à vivre pour lui, ce que Kaoru a fait, non sans avoir refusé maintes fois. Depuis, il dit l'avoir tué, mais Luna essaiera de lui faire changer d'avis. Sinon, Kaoru finira par changer tout le long de la série, il finira même par rire, ce qui est pour le moins inhabituel.
Shingo  (Junko Minagawa)
Le petit intellectuel du groupe, inventeur de génie et mécanicien hors pair, c'est à lui à qui les autres font toujours appel pour réparer quelque chose. Il se lie d'amitié avec Chako et Porte avec qui il veut progresser en mécanique. Lorsque ce dernier mourra, Shingo, profondément triste fera une promesse devant la tombe de son ami défunt: celle de devenir le plus grand mécanicien de tous les temps. Il a les cheveux roux, les yeux bleus et des lunettes.
Adam (Kazumi Okushima)
Porte (Masaaki Tsukada)

## Musique
Générique de début
- Bokura no Message (僕らのメッセージ, "Our Message") par Kiroro

Générique de fin
- Sunny Side Hill par ROUND TABLE featuring Nino

## Anecdotes
- Bien que ça ne soit pas mentionné, le scénario de la première moitié de la série coïncide avec le roman de Jules Verne Deux ans de vacances :

Dans l'anime : une classe qui part en voyage échoue sur une planète déserte après avoir essuyé une tempête magnétique, et à cause de la négligence non avouée d'un des élèves. Quelque temps après que les enfants se sont adaptés à leur nouvel environnement, un autre vaisseau spatial échoue sur la planète avec, à son bord, 3 prisonniers en fuite et un homme d'équipage qui aidera les enfants à se battre contre les prisonniers et à construire un véhicule leur permettant de partir à la recherche d'un moyen de rentrer chez eux.
Dans le roman : un groupe de quinze enfants qui doit partir en vacances à bord d'un bateau se retrouve pris dans une tempête après qu'un des élèves s'est amusé à détacher les amarres du navire pendant l'absence de l'équipage. Les élèves échouent sur une île déserte. Quelque temps après l'installation des élèves, ils doivent faire face à une bande de malfaiteurs qui font également naufrage sur l'île. Les élèves arriveront à les repousser, aidés par un homme d'équipage et une femme qui avaient été faits prisonniers par les malfaiteurs. Puis, ils construiront un navire leur permettant de rentrer enfin chez eux.
- Pour la conclusion du dernier épisode de l'anime, Luna et Chako se trouvent dans un Paris détruit et recouvert par la végétation et tentent de terraformer la planète Terre pour la rendre de nouveau habitable
.